# 上里夫爾山
47°7′23″N 12°39′58″E / 47.12306°N 12.66611°E

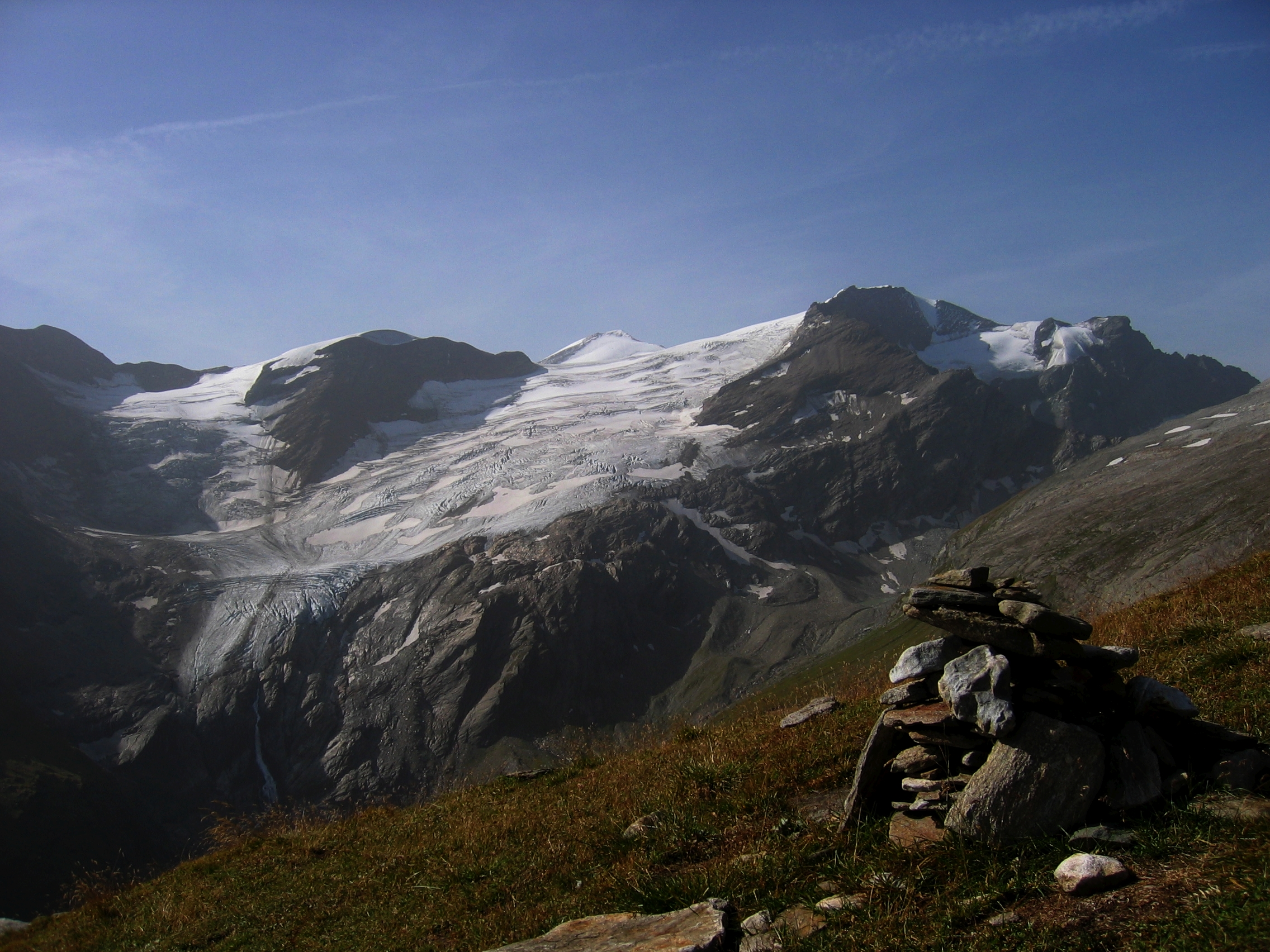

上里夫爾山（德語：Hohe Riffl），是奧地利的山峰，位於該國中部，處於克恩頓州和薩爾茨堡州接壤的邊界，屬於中阿爾卑斯山脈的一部分，距離約翰尼斯貝格山1.4公里，海拔高度3,338米，每年平均降雨量2,073毫米。